# Пре-ан-Пай-Сен-Самсон
Пре-ан-Пай-Сен-Самсон (фр. Pré-en-Pail-Saint-Samson) — муніципалітет у Франції, у регіоні Пеї-де-ла-Луар, департамент Маєнн. Пре-ан-Пай-Сен-Самсон утворено 1 січня 2016 року шляхом злиття муніципалітетів Пре-ан-Пай i Сен-Самсон. Адміністративним центром муніципалітету є Пре-ан-Пай. Населення — 2295 осіб (01.01.2021).